# تمرد مات صالح
كان تمرد مات صالح سلسلةً من الاضطرابات المسلحة الصخمة ضد إدارة شركة شمال بورنيو المرخصة، وهي مقاطعة صباح في ماليزيا حاليًا. أشعل داتو محمد صالح (المعروف أيضًا باسم مات صالح) فتيل الثورة، وهو رئيس محلي من منطقة لينغكابو ونهر سوجوت. قاد الثورة منذ عام 1894 حتى وفاته في تامبونان في عام 1900. استمرت الثورة بعد ذلك لمدة خمس سنوات إضافية حتى عام 1905.
حظيت ثوراته بدعم واسع من المجتمعات المحلية وتأثرت بها منطقة جغرافية كبيرة تشمل سانداكان، وجزيرة غايا، ومعها الداخل، وخاصةً تامبونان. حدثت كبرى انتفاضاته في منتصف ليلة 9 يوليو 1897، عندما نجح مع أتباعه في مهاجمة إحدى مستوطنات الاستعمار الرئيسية في جزيرة غايا.

## سيرة مات صالح
وُلد مات صالح في إينانام، وكان والده داتو بالو، زعيمًا في إينانام وعضوًا في مجتمع سولوك. كانت والدته من أصل باجاوي. لديه ثلاثة أشقاء: علي وبادين وبولونج. انتقلت العائلة إلى سوغوت، وهي منطقة تابعة للشركة وتتمتع بالحكم الذاتي. تولى داتو بالو هناك منصبًا قياديًا محليًا على طول نهر سوغوت على الساحل الشرقي لشمال بورنيو الشمالية.
تزوج مات صالح في وقت لاحق من حياته، الأميرة السولوية دايانغ باندانغ. كانت مرتبطة بعائلة سلطان سولو، وكان قريتها في بنغالابان، وبعدها ورث منصب والده كزعيم للقرية في منطقة لينغكاباو وسونجي سوغوت.
وُصف مات صالح في كثير من الأحيان بأنه نحيف وطويل القامة، ولديه ملامح متشققة. كما كان معروفًا بأنه رجل غامض وذكي، بشخصية وحضور قويين. كان يتمتع بتقدير كبير، وكانت مهاراته التكتيكية الكبيرة مشهورة بين المجتمعات المحلية.

## مؤيدو صالح
أسهمت الأصول المختلطة لصالح ودوره الذي ورثه عن والده كزعيم محلي في جذب تأييد كبير من الباجاو والسولوك. كما ساعد زواجه من دايانغ باندانغ، التي كانت ذات صلة بالعائلة الحاكمة في سولو، على جذب المزيد من المؤيدين له.
لم يأت دعمه الواسع فقط من انتماءاته العائلية وما لديه من علاقات. فقد استطاع أيضًا جذب مؤيدين من مجتمعات الدوسون المنتشرة على مساحة جغرافية كبيرة في صباح، وكان يتمتع بدعم مجتمعات تاغاهاس.  كان ماهرًا في التواصل مع المجتمعات الأخرى وتوحيدها، ما جعله شخصية عظيمة بين الشعوب الأصلية متعددة الأعراق. توجد بعض الادعاءات مثلًا بأنه استغل وتزوج رموز السلطة والروحانية التي يمكن للمجتمعات المختلفة الشعور بالانتماء تجاهها، لإثبات موقفه القيادي وقدرته العسكرية.
ثبت أن المناطق الجغرافية الواسعة التي جاء منها دعمه كانت حاسمة في ضمان النجاح الأولي لثورته، إذ وفرت هذه المناطق قواعد القوة والإمدادات وبناء الحصون. كما تعني هذه الحقيقة أنه وجيشه كان لديهم حرية الحركة بين الحصون والقواعد، ما يفسر نجاحهم في التهرب المتكرر من قوات الشركة. كان لديه، في الفترة منذ 1895 إلى 1897، ستة حصون مجهزة جيدًا بالموارد والقوة البشرية التي يمكنه تعبئتها بإشارة منه.

كانت الحصون التي بناها أتباعه مصممة ومشيدة على نحو رائع للغاية. ذٌكر أنها كانت:
«المكان الأكثر استثنائية، ولولا المدافع [المدافع السباعية للشركة] لما دُكت بأي حال من الأحوال. تغطي المباني ثلاثة جوانب من مربع، وكان الجانب الرابع مغلقًا بجدار حجري. كان حجم المربع الكامل 22 ياردة × 20 ياردة، ويمكن لأكثر من 200 قذيفة أن تنفجر في داخله، ما يعطي فكرة عن قوته، ومع ذلك، لا يزال العدو يسيطر على المكان. كانت جدران المبنى مصنوعة من الحجر، سمكها 8 أقدام، ويوجد بها فتحات للرماية صممت لتحول بينها وبين الهجوم الداخلي. أحيط الحصن بأكمله بثلاثة أسوار من الخيزران، وكان الأرض بينها مغطاة بـ«سوداه» (شوك الخيزران)، وفي داخل المربع كانت الفتحات الموجودة مصممة بدهاء لصد الهجمات الداخلية. ولم يكن هناك مدخل أو مخرج للمباني، وإذا نجحت قوة مهاجمة، مهما بلغت قوتها، في الوصول إلى وسط المربع فلن تكون أقرب للسيطرة على المكان مما لو بقيت بعيدًا، وستُطلق النار عليهم دونما إمكانية لرد الهجوم.»

## النصب التذكاري لمات صالح
بُني النصب التذكاري لمات صالح عام 1999 في الموقع نفسه الذي قُتل فيه في كامبونغ تيبابار في تامبونان، كتكريم لذكرى مات صالح، الذي قام بالثورة وقادها ضد حكم الشركة. هُدم التذكار عام 2015.

كان نصبه التذكاري، الذي يشبه الحصن، محاطًا بحديقة. كان يحتوي على صورة مات صالح وبعض الصور لأسلحته والأدوات التي استخدمها في الثورة التي قادها. لا يزال هناك لوحة من البرونز موضوعة على بعد بعض الأمتار من المبنى، تحمل النص التالي:
«تمثل هذه اللوحة موقع حصن مات صالح الذي احتلته الشرطة المسلحة في شمال بورنيو في الأول من فبراير عام 1900، وقد قُتل مات صالح خلال هذا الاشتباك. مات صالح هو الذي قاد ثورة ضد إدارة شركة بريطانية لمدة ست سنوات».
نشرت مجلة ذا نيو ستريتس تايمز في 9 مارس 2000، بعد افتتاح النصب، مقالًا يفيد بأن مدير متحف مدينة صباح، الكائن في تامبونان، جوزيف بونيس غونتافيد، قد اقترح «بحث ودراسة أفعال مات صالح، التي تشير على نحو قوي إلى أنه لم يكن متمردًا بل كان محاربًا يقاوم الحكم الأجنبي، ويحارب من أجل الحكم الذاتي في شمال بورنيو... لقد أشعل مات صالح الشرارة التي دفعت الناس إلى النضال من أجل الحكم الذاتي حتى اكتسبت صباح استقلالها على مرأى من ماليزيا بأسرها في 16 سبتمبر 1963».
لم يكن مات صالح بطلًا دائمًا. يرى كتاب كثيرون، ينتمون لهذه الثورة، مات صالح، على أنه محارب وحيد أو فرصة لا تفوت، يهتم حصرًا باستعادة موقعه الاجتماعي والسلطوي ما قبل الاستعمار. كان مات، بالنسبة إلى شركة شمال بورنيو للشركات المساهمة، متمردًا ومشاغبًا، في حين كان بالنسبة لأنصاره محاربًا شرسًا وماهرًا، وهي السمعة التي تستمر حتى اليوم.